# Повернення Бруно
«Пове́рнення Бру́но» (англ. The Return of Bruno) — американський телевізійний музичний фільм 1987 року.

## Сюжет
У цій музичній постановці актор Брюс Вілліс пропонує увазі глядача кілька пісень, кілька музичних постановок, де сам виконує пісні, веселиться і радує публіку, перевтілюючись то в реп-виконавця, то в рокера або навіть блюзмена.

## У ролях
- Брюс Вілліс — Бруно Радоліні
- Майкл Джей Фокс
- Елтон Джон
- Білл Грем
- Дік Кларк
- Джоан Баез
- Джон Бон Джові
- Філ Коллінз
- Ронні Кук — Джон Леннон
- Клайв Девіс
- Генрі Ділітц
- Баррі Гібб
- Моріс Гібб
- Робін Гібб
- Томмі Гудвін — саксофон
- Вулфман Джек
- Чіп Монк
- Грем Неш
- Грейс Слік
- Пол Стенлі
- Рінго Старр
- Стефен Стіллз
- Вікі Блу
- Брайан Вілсон